# 金光華集團
金光華集團成立於1995年，主要在深圳從事房地產開發。
2010年12月，深圳市規劃國土委公告因金光華集團和南國影聯非法轉讓金光華廣場項目土地，沒收金光華廣場。深圳市投資控股有限公司被財政部門委托管理金光華廣場。金光華廣場當時估值達60億元左右。金光華集團的持有人李亞鶴當時正因涉及深圳前市長許宗衡貪腐案被起訴。
2015年初，金光华集团當時計劃提起上诉，有關被深圳市规土委没收价值数十亿金光华广场，但最後被福田法院被判敗訴。

## 發展項目
- 光華園 - 深圳市福田區
- 金園小區 - 福田區
- 金城華庭 - 羅湖區黃貝嶺
- 新天地名居 - 羅湖區黃貝嶺
- 春華四季華 - 龍華區
- 龍岸花園 - 龍華區
- 溪山美地園 - 龍崗區
- 金光華廣場 - 羅湖區